# Estación de Sierre/Siders
La estación de Sierre/Siders es una estación ferroviaria de la comuna suiza de Sierre (En alemán: Siders).

## Historia
La llegada del ferrocarril a Sierre se produce en el año 1868, cuando se abre la prolongación construida desde Sion. La estación, al igual que la estación de Sion, fue inaugurada en 1873, ya que hasta el momento, el tráfico había sido servido de forma provisional, sin un edificio físico. La estación fue renovada completamente en 1996. 
Actualmente la estación cuenta con diferentes servicios ferroviarios, entre ellos, la venta inmediata de billetes

## Servicios Ferroviarios
SBB-CFF-FFS es el operador ferroviario de referencia, y pone a disposición de los usuarios varios tipos de servicios para atender a sus necesidades:
Por una parte, los servicios de una mayor proximidad, servidos por los trenes Regio:
- R Sion - Sierre/Siders - Visp - Brig. Este servicio efectúa parada en todas las estaciones del tramo entre Sion y Brig, dando un servicio más cercano a las diferentes comunas del trazado. Tiene una frecuencia cada hora.

En cuanto a las relaciones de un mayor alcance, estas son servidas por los trenes InterRegio:
- IR Ginebra-Aeropuerto - Ginebra-Cornavin - Vevey - Montreux - Aigle - Martigny - Sion - Sierre - Leuk - Visp - Brig. Es el servicio que articula las conexiones de más distancia, potenciando el eje del Valle del Ródano, y permitiendo alcanzar las ciudades de Lausana y Ginebra. Otro añadido de este servicio es su alta frecuencia, con un tren cada media hora por dirección aproximadamente. Algunos servicios son prolongados hasta la ciudad italiana de Domodossola.

Además, en temporada, existe un TGV que nace en París, y de esta manera los franceses pueden llegar a las pistas de esquí de los Alpes Suizos en tren:
- TGV París-Lyon - Lausana - Montreux - Aigle - Martigny - Sion - Sierre - Leuk - Visp - Brig. Este servicio únicamente se presta en temporada invernal.